# Il sole dentro (Anansi)
Il sole dentro è un singolo del cantautore italiano Anansi, pubblicato il 21 dicembre 2010 come primo estratto dal secondo album in studio Tornasole.

## Descrizione
Il brano è stato composto da Stefano Bannò e Pietro Fiabane ed è stato presentato in occasione del 61º Festival di Sanremo nella categoria giovani, dove il cantautore è stato eliminato nella seconda serata, che prevedeva il passaggio di due artisti su quattro alla finale.

## Video musicale
Per Il sole dentro è stato realizzato un video, il quale è stato diretto da Matteo Scotton e pubblicato il 22 dicembre 2010.

## Tracce
Testi di Stefano Bannò e Pietro Fiabane, musiche di Stefano Bannò.
1. Il sole dentro – 2:53

## Classifiche
| Classifica (2011) | Posizione massima |
| ----------------- | ----------------- |
| Italia            | 91                |